# David Suvanto
David Suvanto (* 18. August 1994 in Hedemora) ist ein deutsch-schwedischer Eishockeyspieler, der seit Juni 2021 bei den Dresdner Eislöwen aus der DEL2 unter Vertrag steht und dort auf der Position des Verteidigers spielt. Zuvor war Suvanto bereits für die Löwen Frankfurt in der DEL2 aktiv und verbrachte darüber hinaus je zwei Spielzeiten in der dänischen Metal Ligaen sowie russischen Wysschaja Hockey-Liga.

## Karriere

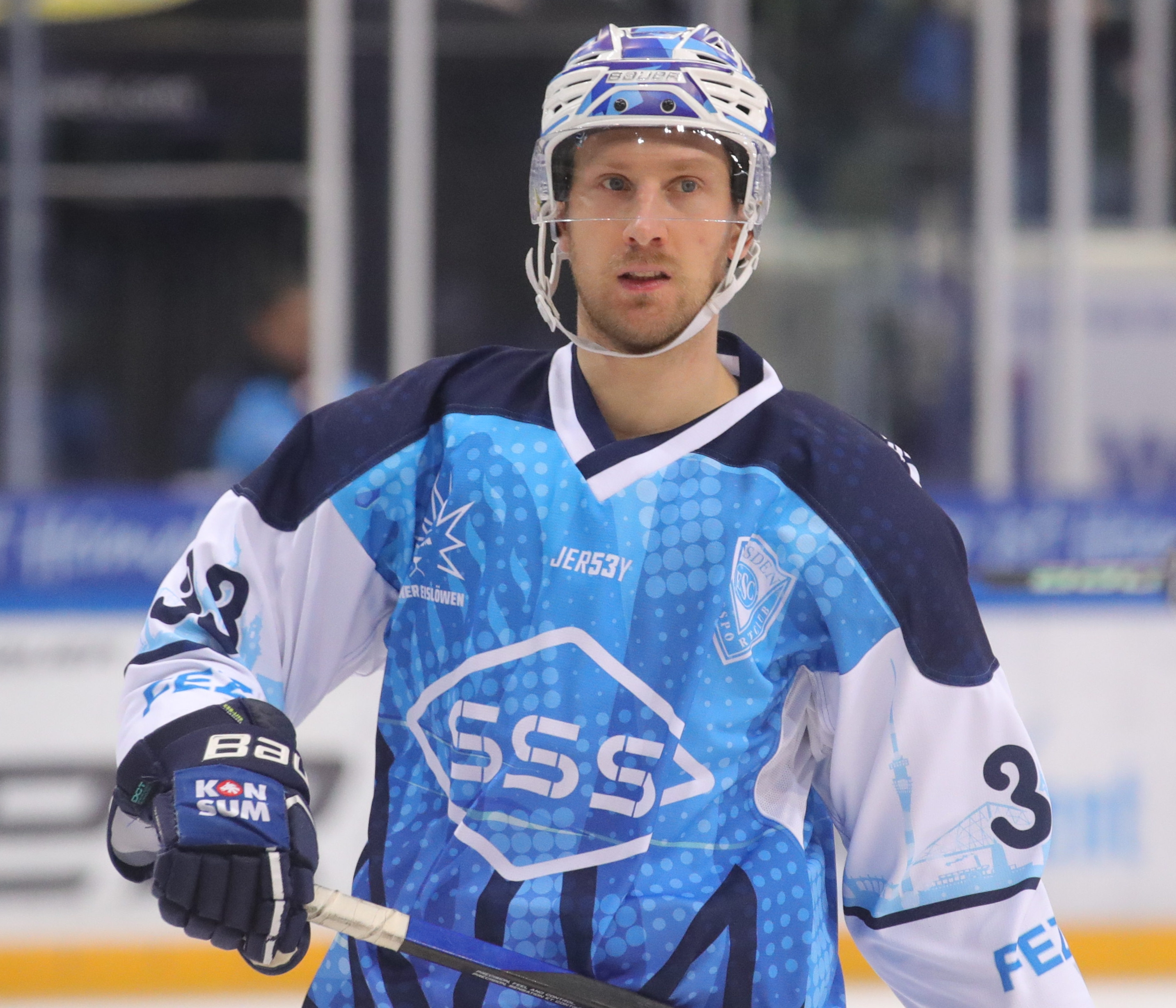
Suvanto im Trikot der Dresdner Eislöwen (2023)

David Suvanto wurde in Hedemora geboren und begann mit dem Eishockeysport beim Hedemora SK, ehe er im Sommer 2009 in den Nachwuchs von Leksands IF wechselte und dort die U18- und U20-Mannschaften durchlief. Während der Saison 2013/14 debütierte er für die Profimannschaft des Klubs in der erstklassigen Svenska Hockeyligan (SHL), kam aber nur auf einen Einsatz in der SHL. In derselben Saison erzielte er in der J20 SuperElit, der höchsten U20-Spielklasse Schwedens, 41 Scorerpunkte in 50 Partien für Leksands IF.
Vor Beginn der Saison 2014/15 wurde Suvanto vom SKA-Newa Sankt Petersburg aus der Wysschaja Hockey-Liga verpflichtet und absolvierte in zwei Jahren 101 Einsätze für den Klub in der zweiten Spielklasse unterhalb der Kontinentalen Hockey-Liga (KHL), wobei er 31 Scorerpunkte sammelte. Anschließend folgte ein Engagement über ein Jahr bei Rungsted Seier Capital, mit dem er im Frühjahr 2017 Dänischer Pokalsieger wurde. Nach diesem Erfolg kehrte er nach Schweden zurück und spielte für den BIK Karlskoga. Für die Rødovre Mighty Bulls erzielte er in der Saison 2018/19 insgesamt 10 Tore und 26 Assists in der dänischen Metal Ligaen und war damit zweitbester Scorer unter den Verteidigern der Liga.
Im Juni 2019 wurde Suvanto von den Löwen Frankfurt aus der DEL2 verpflichtet, für die er in den folgenden zwei Jahren insgesamt 71 Spiele bestritt und dabei sechs Tore und 32 Vorlagen erzielte. Aufgrund einer Herzmuskelentzündung nach einer COVID-19-Infektion verpasste er jedoch große Teile der Saison 2020/21. Nach der Saison 2020/21 verließ er Frankfurt und wechselte zu deren Ligakonkurrenten Dresdner Eislöwen. Dort ließ der Abwehrspieler zwei Spielzeiten mit mehr als 30 Scorerpunkten folgen. Zu Beginn der Spielzeit 2023/24 wurde der Schwede dort zum Mannschaftskapitän ernannt, ehe er das Amt im Januar 2024 an Travis Turnbull abgab. Im August desselben Jahres erhielt Suvanto die deutsche Staatsbürgerschaft. Am Ende der Saison 2024/25 gelang Suvanto mit den Eislöwen der Gewinn der Meisterschaft der DEL2, der gleichbedeutend mit dem Aufstieg in die Deutsche Eishockey Liga (DEL) war.

## Erfolge und Auszeichnungen
- 2017 Dänischer Pokalsieger mit Rungsted Seier Capital
- 2025 DEL2-Meister und Aufstieg in die DEL mit den Dresdner Eislöwen

## Karrierestatistik
Stand: Ende der Saison 2024/25
(Legende zur Spielerstatistik: Sp oder GP = absolvierte Spiele; T oder G = erzielte Tore; V oder A = erzielte Assists; Pkt oder Pts = erzielte Scorerpunkte; SM oder PIM = erhaltene Strafminuten; +/− = Plus/Minus-Bilanz; PP = erzielte Überzahltore; SH = erzielte Unterzahltore; GW = erzielte Siegtore; 1 Play-downs/Relegation; Kursiv: Statistik nicht vollständig)